# Science of Sleep – Anleitung zum Träumen
Science of Sleep – Anleitung zum Träumen (Originaltitel: La Science des rêves) ist ein französischer Spielfilm aus dem Jahr 2006. Regie führte Michel Gondry, der auch das Drehbuch verfasste. Die Hauptrolle spielte Gael García Bernal. Produziert wurde das Werk von Partizan. Der Film erzählt mit surrealistischen Mitteln eine tragikomische Geschichte.

## Handlung
Der schüchterne Stéphane Miroux kommt nach dem Tod seines Vaters, bei dem er seit der Trennung seiner Eltern gelebt hat, von Mexiko nach Paris. Weil er gern zeichnet und erfindet, hat seine Mutter ihm dort eine Arbeit bei einer Firma für Bildkalender besorgt. Der Job stellt sich jedoch als Büroarbeit heraus. Seine Gestaltungsvorschläge werden als unverkäuflich zurückgewiesen. Mit seinen drei Arbeitskollegen muss er sich wegen seiner schlechten Französischkenntnisse auf Englisch unterhalten.
In seinen Träumen ist Stéphane Moderator seiner eigenen Fernsehshow „Stéphane TV“. Er hat seit seiner Kindheit Schwierigkeiten, Traum und Realität auseinanderzuhalten. Unter anderem träumt er, er würde den Chef bei der Arbeit verzaubern und die Macht in der Firma selbst übernehmen.
Als gegenüber von Stéphane eine junge Frau einzieht, hilft Stéphane mit, ihr Klavier das Treppenhaus hochzutragen. Dabei verletzt er sich die Hand. Die neue Nachbarin – sie heißt Stéphanie – lädt ihn in ihre Wohnung ein, wo er von deren Freundin Zoé verarztet wird. Zoé lügt ihm vor, sie würden bei einer Musikfirma arbeiten, was Stéphanie nicht gutheißt. Stéphane, der hauptsächlich Englisch spricht, findet Zoé zunächst attraktiver, verliebt sich aber mit der Zeit in Stéphanie.
Stéphanes Erlebnisse werden zunehmend unwirklicher. Er und Stéphanie schaffen sich eine gemeinsame Fantasiewelt. Beispielsweise verwenden sie eine selbstgebastelte Zeitmaschine, die eine Sekunde in die Zukunft oder in die Vergangenheit zurückversetzen kann. Und sie denken sich eine Geschichte um ein Boot aus und beginnen damit, diese mit bescheidenen Mitteln in die Realität umzusetzen.
Mit der Zeit zweifelt Stéphane daran, dass Stéphanie ihn wirklich mag, und glaubt, alles Erlebte sei nur ein Traum gewesen. Völlig am Ende, will er schließlich nach Mexiko zurückgehen. Zuvor stattet er seiner Nachbarin aber noch einen Besuch ab. Dabei sieht er, dass sie die Geschichte um das Boot fertiggebastelt hat.

## Entstehungsgeschichte
Der französische Regisseur Michel Gondry war mit seinem englischsprachigen Film Vergiss mein nicht! im Jahr 2004 von Kritikern gefeiert worden und kehrte von den USA wieder in sein Heimatland zurück, um einen Film zu drehen. Die Idee für die autobiografisch angelegte Geschichte war ihm Jahre zuvor gekommen, als er das Musikvideo zu Everlong von den Foo Fighters verfilmte. Dieses handelt von einem Paar, das sich seine Träume „teilt“. Gedreht wurde für sieben Wochen auf 35 mm. Der Großteil des Films spielt in dem Haus in Paris, in dem der Regisseur mit seiner Familie gelebt hatte, während er als Kalender-Designer arbeitete. Die Traumsequenzen wurden bereits sechs Monate zuvor in Gondrys Haus in Villemagne gedreht. Die Produktionskosten des Films betrugen ungefähr sechs Millionen US-Dollar.
Mit der Rolle des Stéphane besetzte man den Mexikaner Gael García Bernal, der mit Hauptrollen in Filmen wie La Mala Educación – Schlechte Erziehung (2004) und Amores Perros (2000) Weltruhm erlangt hatte. Zuvor war auch Rhys Ifans für die Rolle im Gespräch gewesen.

## Rezeption
Seine Premiere feierte der Film am 11. Februar 2006 bei den Internationalen Filmfestspielen Berlin 2006 außerhalb des Wettbewerbs. Daraufhin wurde er bei mehreren weiteren Filmfestivals gezeigt, zum Beispiel auf dem Moscow Film Festival und auf dem Filmfest München. Am 16. August desselben Jahres kam Science of Sleep – Anleitung zum Träumen in die französischen Kinos, am 28. September in die deutschen und am 29. September in die österreichischen.
Der Film spielte in den Kinos rund 15 Millionen US-Dollar ein – davon rund fünf Millionen in den Vereinigten Staaten und knapp vier Millionen in Frankreich, wo 570.000 Personen den Film besuchten. In Deutschland sahen den Film 147.000 Kinobesucher, in der Schweiz 26.000 und in Österreich 23.000.
Der Großteil der Kritiker nahm den Film gut auf. Sebastian Handke schrieb im Tagesspiegel, das Ergebnis der unterschiedlichen Materialien, die im Film verwendet werden – unvollkommene Stopmotion-Animation mit Alltagstrouvaillien und avancierter Computertechnik –, sei ein „detailverliebtes Fest für die Augen, in dem sich Realität und Vision zunehmend überlappen.“ Der US-amerikanische Kritiker James Berardinelli hingegen bemängelte, dass der Film verwirrend und anmaßend sei.

## Auszeichnungen
Die Szenenbildner Pierre Pell und Stéphane Rozenbaum wurden für Science of Sleep – Anleitung zum Träumen bei der Verleihung des Europäischen Filmpreises 2006 in der Kategorie Bester künstlerischer Beitrag ausgezeichnet.